# Eleutherococcus
Eleutherococcus es un género de 38 especies de arbustos y árboles espinosos de la familia Araliaceae. Son nativos del este de Asia, Siberia sur oriental y del sur de Japón a Filipinas con la mayor diversidad en China central y occidental. Ciertas especies, como Eleutherococcus senticosus (Ginseng siberiano) son extensamente utilizadas en medicina herbaria. Varias especies se cultivan como planta ornamental.

## Taxonomía
El género fue descrito por Carl Maximowicz y publicado en Mémoires Presentes a l'Académie Impériale des Sciences de St.-Pétersbourg par Divers Savans et lus dans ses Assemblées 9: 132. 1859. La especie tipo es: Eleutherococcus senticosus

## Especies
- Eleutherococcus baoxinensis
- Eleutherococcus brachypus
- Eleutherococcus cissifolius
- Eleutherococcus cuspidatus
- Eleutherococcus divaricatus
- Eleutherococcus eleutheristylus
- Eleutherococcus giraldii
- Eleutherococcus henryi
- Eleutherococcus higoensis
- Eleutherococcus huangshanensis
- Eleutherococcus hypoleucus
- Eleutherococcus japonicus
- Eleutherococcus lasiogyne
- Eleutherococcus leucorrhizus
- Eleutherococcus nanpingensis
- Eleutherococcus nikaianus
- Eleutherococcus nodiflorus
- Eleutherococcus pilosulus
- Eleutherococcus pseudosetulosus
- Eleutherococcus pubescens
- Eleutherococcus rehderianus
- Eleutherococcus rufinervis
- Eleutherococcus scandens
- Eleutherococcus senticosus
- Eleutherococcus seoulensis
- Eleutherococcus sessiliflorus
- Eleutherococcus setchuensis
- Eleutherococcus setulosus
- Eleutherococcus sieboldianus
- Eleutherococcus simonii
- Eleutherococcus spinosus
- Eleutherococcus stenophyllus
- Eleutherococcus trichodon
- Eleutherococcus trifoliatus
- Eleutherococcus verticillatus
- Eleutherococcus wardii
- Eleutherococcus wilsonii
- Eleutherococcus xizangensis